# Gustav Adolph Hagemann
 Der er flere personer med dette navn, se G.A. Hagemann.
Gustav Adolph Hagemann (født 16. maj 1842 på Rodstenseje ved Århus, død 26. april 1916 i København) var en dansk fabrikant, kemiker, legatstifter og kommunalpolitiker. Han var desuden direktør for Polyteknisk Læreanstalt og grundlagde G.A. Hagemanns Kollegium. Han er gengivet på P.S. Krøyers maleri Industriens Mænd, som han selv bestilte hos kunstneren.

## Baggrund
Hans forældre var godsejer Otto Valdemar Hagemann og Sophie Marie født Poulsen. Den 1. februar 1873 ægtede han Mathilde Bruun (f. 27. september 1846), datter af købmand og sparekassedirektør i Assens, vicekonsul Bertel Bruun og Margrethe Sophie født Brasch.
I sin opvækst var han på grund af en rygsygdom en tid bundet til sengen, kom derefter i skole i Århus og tog her 1859 realafgangseksamen. 1860 blev han eksaminand ved den Polytekniske Læreanstalt. 
Efter at være uddannet ved Polyteknisk Læreanstalt, hvor han 1865 tog afgangseksamen i kemi med udmærkelse, drog Hagemann endnu samme år i Kryolith Mine og Handels Selskabets tjeneste til sodafabrikken Natrona ved Pittsburgh i Pennsylvania for at kontrollere kryolitafleveringen fra den. Han blev tillige kemiker ved Pennsylvania Salt Manufacturing Company, fandt og undersøgte flere nye mineraler i kryolitten, hvoriblandt det såkaldte Hagemannit, og byggede 1867—1868 for egen regning to bromfabrikker i Pennsylvania og Ohio. 1870 vendte han tilbage til Danmark, blev medejer af kryolit- og sodafabrikken "Øresund", slog også ind på træcellulose-fabrikationen, men blev væsentlig knyttet til De Danske Sukkerfabrikker. 
1872 byggede han sukkerfabrikken i Odense, 1878 planlagde og byggede han fællessukkerkogeriet på Skt. Croix, ligesom senere sukkerfabrikkerne i Nakskov 1882, Stege og Assens 1883. 1880 blev han direktør i selskabet De Danske Sukkerfabrikker, hvad han var til 1897, da han trådte tilbage som sådan og valgtes til kommitteret. Det skal endnu nævnes, at han 1896 købte en plantage på Skt. Croix og anlagde en sukkerfabrik på den.
Han har tillige virket som medlem af bestyrelserne for Tuborgs Fabrikker, De danske Spritfabrikker, Burmeister & Wain og var 1880—1902 borgerrepræsentant i København. Fra 1890 var han medlem af Jernbanerådet.
Han var formand i overbestyrelsen for »Finsens medicinske Lysinstitut«, hvis forretningsudvalg han stiftede 1896, formand for aktieselskabet »De Danske Sukkerfabrikker« og medlem af styrelsen for »Den Letterstedtske Forening« (1899). 1902 blev Hagemann direktør for Polyteknisk Læreanstalt og oprettede 1907 det storslåede »G.A. Hagemanns Kollegium«, der er bolig for 61 studerende unge mænd eller kvinder. Hagemann var et fremragende eksempel på, hvorledes videnskabelig uddannelse kan nyttiggøres i det praktiske liv, var levende samfundsinteresseret og må anses for en af de personligheder, der har ydet den største Indsats i dansk forretningsliv. 
Kommandør af Dannebrogordenen samt æresmedlem af Ingeniørforeningen i Danmark 1903.
Hagemanns søn Gunnar Aage Hagemann overtog til dels faderens erhvervsaktiviteter og fabrikker, sekunderet af broderen Paul Hagemann.

## Videnskabelig indsats
I forbindelse med sin således store praktiske virksomhed har han syslet med undersøgelser om vindens hastighed, konstrueret en vindmåler og i en Række på tysk udkomne småskrifter deltaget i en international diskussion om kerneforbindelser og  kerneenergi. Han har således skrevet en række tekster om varmetransmissionsforsøg (1883), om volumenforholdet ved de kemiske forbindelser (1886), om den kemiske energi (1886-88) osv.; de fleste af disse skrifter er udkommet på tysk i Berlin.

## Ekstern henvisning
1. ↑  Gustav Adolph Hagemann på gravsted.dk
2. ↑  G. A. Hagemanns Kollegium - København